# دينيس سوبوليف
دينيس سوبوليف (13 أغسطس 1993 في روسيا - ) هو لاعب كرة قدم روسي في مركز الوسط. لعب مع نادي موردوفيا سارانسك وFC Neftekhimik Nizhnekamsk ‏ وFC Zenit Penza ‏.

## وصلات خارجية
- دينيس سوبوليف على موقع قاعدة بيانات كرة القدم.إي يو (الإنجليزية)
- دينيس سوبوليف على موقع Soccerway.com (الإنجليزية)